# Адам (Филипповский)
Архиепи́скоп А́дам (в миру Ада́м Аполлина́риевич Филиппо́вский-Филипе́нко; 30 января 1881, село Руда, Жидачовский уезд, Королевство Галиции и Лодомерии, Австро-Венгрия — 29 апреля 1956, Филадельфия) — епископ Русской Православной Церкви, архиепископ Филадельфийский и Карпаторосский.

## Биография
Родился 30 января 1881 года в селе Руда Жидачевского уезда в Восточной Галиции на территории Австро-Венгрии в семье греко-католического священника Аполлинария Филипповского (1853—1915), принадлежавшего к старинному роду.
По окончании народного училища поступил в гимназию города Бережаны. В гимназии вёл тайный литературно-просветительский кружок по изучению русской истории и литературы, что было запрещено в Австро-Венгрии. Окончил гимназию в 1900 году.
Поступил в греко-католическую Львовскую духовную семинарию, но позднее перевёлся на юридический факультет Львовского университета. Выдержав в 1903 году первые государственные экзамены, выехал в США, где стал помещать свои статьи в русскоязычной печати, в основном в газете «Правда» («Truth»), вскоре став её редактором. Пел в архиерейском хоре, встречался с архиепископом Алеутским и Североамериканским Тихоном (Беллавиным), протоиереем Александром Хотовицким и священником Александром Немоловским, под влиянием которых решил принять духовный сан.
В 1905 году вернулся во Львов для завершения обучения во Львовском университете.
В 1912 году по окончании университета снова выехал в США.
Был женат на вдове, что делало невозможным его рукоположение с точки зрения церковных канонов.
14 сентября 1912 года был рукоположён во диакона епископом Александром (Немоловским), 17 сентября — в сан священника.
Был приписан к Михайловской церкви в Филадельфии с целью организации при ней прихода. Продолжил пастырское служение в Ньюарке (шт. Нью-Джерси), а затем в Нью-Йорке.
В 1914 году назначен настоятелем церкви Воскресения Христова в Нью-Йорке, одновременно преподавал в духовной семинарии в Тенафлае (Нью-Джерси), состоял членом Учебного комитета епархии, был редактором газеты «Світ» и секретарём общества «Ревнитель Православия».
В 1916 году умерла его жена. Архиепископом Алеутским Евдокимом (Мещерским) был назначен настоятелем Свято-Троицкого кафедрального собора в Виннипеге (Канада) и благочинным православных приходов в Канаде, в том же году объединённых в Канадскую епархию. Помогал епископу Канадскому Александру (Немоловскому) в осуществлении миссии среди карпаторосских униатов, участвовал в диспутах с ними. В том же году был пострижен в монашество и возведён в сан архимандрита еп. Канадским Александром (Немоловским). Управляющий Североамериканской епархией Русской православной церкви архиепископ Евдоким откликнулся на труды архимандрита Адама следующим словами: «Радуюсь, что вы полюбили Канадийскую Русь и желаете потрудиться для нея». В силу того, что епископ Александр бывал в своей епархии лишь наездами, сделался фактическим управляющим ей и получил благословение стать администратором Канадской епархии в 1917 году.
24 октября 1922 году был хиротонисан во епископа Канадского. Хиротонию совершили епископ Питтсбургский Стефан (Дзюбай) и епископ Моравско-Силезский Горазд (Павлик). Эта хиротония была совершена без согласия митр. Платона (Рождественского), ещё не вступившего в полной мере в управление Североамериканской епархией, в крайне сложной обстановке: вмешательство обновленцев способствовало ускорению процесса раздробления единой православной епархии в Северной Америке на несколько образований по этническому признаку, проводившемуся рядом Поместных Православных Церквей.
Епископ Адам осуществлял архипастырское окормление группы карпаторосских общин. Вместе с епископом Стефаном (Дзюбаем) учредил самостоятельную Карпатскую епархию, так и не принятую в качестве официальной и канонической епархии, а в 1924 году стал её руководителем.
11 февраля 1930 года определением Архиерейского Синода РПЦЗ был принят «в церковно-молитвенное общение и разрешён от запрещения в священнослужении» с назначением викарием архиепископа Северо-Американского и Канадского Апполинария (Кошевого) с правами и обязанностями по указанию архиепископа Аполлинария. 12 июня того же года Архиерейский Синод РПЦЗ определил его епископом Питтсбургским, первым викарием Северо-Американской епархии. Однако, не позднее 1931 года вышел из послушания Зарубежной Церкви.
В 1935 году воссоединился с Митрополией и вошёл в Северо-Американский митрополичий округ, возглавляемый митрополитом всей Америки и Канады Феофилом (Пашковским), и был назначен на Филадельфийскую и Карпаторосскую епархию.
В 1936 году возведён в сан архиепископа.
Около 1938 года воссоединился с Московской патриархией, но патриарший экзарх митрополит Вениамин (Федченков) «сделал донос на архиепископа Адама в Москву, и архиепископ Адам, к общему изумлению, был лишён сана» (постановлением Московской патриархии за № 29 от 27 июля 1939).
Направил прошение на имя Патриарха Московского и всея Руси Сергия (Страгородского) о принятии его в клир Русской православной церкви. 21 ноября 1944 года Архиерейский собор Русской православной церкви по докладу митрополита Крутицкого Николая (Ярушевича) принят в состав епископата Экзархата Русской православной церкви в Северной и Южной Америке, оставлен в сане архиепископа «за понесённые им патриотические труды в пользу Советского Союза и Матери Церкви».
В 1945 году был инициатором меморандума, направленного послу СССР и в ООН, о присоединении Холмщины, Лемковщины и Карпато-Руси к СССР. Провёл для этого в США съезды представителей организаций, приходов и общественности. В 1946 и 1950 годах посещал СССР.
С 21 августа по 31 октября 1947 года временно назначен местоблюстителем Экзархата Русской православной церкви в Северной и Южной Америке.
После смерти в 1953 году экзарха приходов Московского Патриархата в Америке митрополита Макария (Ильинского) остроту приобрёл вопрос о его преемнике. Наиболее подходящим для этой должности считали архиепископа Адама (Филипповского), хорошо знавшего американскую жизнь. Однако, как писал протоиерей Борис Старк, назначение архиепископа Адама спровоцировало бы раскол. Главная тому причина — регулярное посещение архиепископом Адамом посольства СССР. Если у советских граждан это соблазна не вызывало, то американцы в подобных контактах видели тайное сотрудничество иерарха с коммунистами
В 1953 году был назначен викарием Патриаршего Экзархата в Америке. 30 июля 1954 года, согласно прошению, уволен на покой по состоянию здоровья с назначением пенсии.
Скончался 29 апреля 1956 года в Филадельфии. Погребён на кладбище Маунт-Оливет в районе Маспет (Куинс, Нью-Йорк).

## Публикации
- Злобные интриги на меня за защиту русского дела перед мазепинством. — Виннипег, 1919. — 64 с.
- Борьба униатов с папским Римом // Голос правды: Месячный журнал для карпато-русского народа. — Канонсбург, 1932. — № 5-6.
- О. Максим Сандович: Драма. — Уилкс-Барре, 1933
- Иуда и Варнава: Сценическая поэма в 3 актах. — Канонсбург (Пенсильвания)
- Мои поездки в Россию // ЖМП. 1952. — № 9. — С. 11-13.